# Kestrel
Kestrel (pol. pustułka) — silnik rakietowy produkowany przez prywatną firmę astronautyczną SpaceX. Jednokomorowy, napędzany mieszaniną ciekłego tlenu (LOX) i kerozyny (RP-1). 

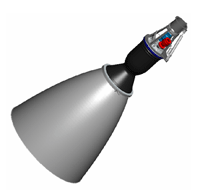
Rysunek silnika Kestrel

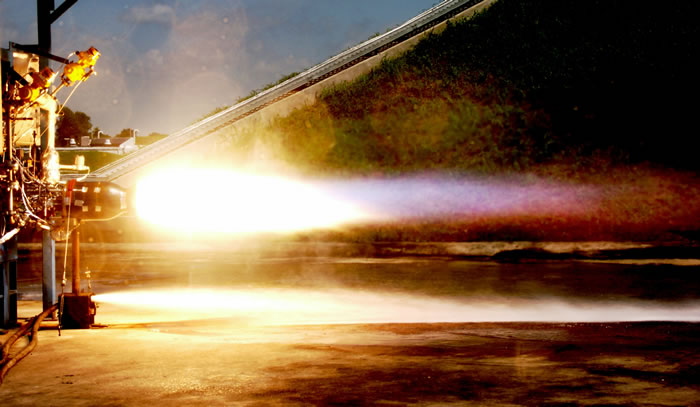
Statyczny test ogniowy silnika Kestrel